# Венсан Коле
Венсан Флоран Антоан Коле (фр. Vincent Florent Antoine Collet; 6. јун 1963) бивши је француски кошаркаш, а садашњи кошаркашки тренер. Тренутно је селектор кошаркашке репрезентације Француске.

## Биографија
Коле је целу играчку каријеру провео наступајући у првенству Француске. Након завршетка играчке започео је тренерску каријеру. Водио је Ле Ман, Асвел (са оба тима освојио по једно државно првенство) а од 2011. до 2020. је био тренер Стразбура.
Од 2009. године је селектор кошаркашке репрезентације Француске. Са њима је освојио златну медаљу на Европском првенству 2013 и сребрну медаљу на Европском првенству 2011.